# الأجاوي (الحيمة الداخلية)

تعديل مصدري - تعديل

الأجاوي هي إحدى قرى عزلة بني الحذيفي بمديرية الحيمة الداخلية التابعة لمحافظة صنعاء، بلغ تعداد سكانها 296 نسمة حسب تعداد اليمن لعام 2004.